# Гипотеза Эллиота — Халберстама
Гипотеза Эллиота — Халберстама {\displaystyle EH(\theta )} — это гипотеза о распределении простых чисел в арифметической прогрессии. Она имеет множество применений в методах решета. Название гипотеза получила в честь Питера Эллиота (англ. Peter D. T. A. Elliott) и Хайни Халберстама (англ. Heini Halberstam).
Пусть {\displaystyle \pi (x)} — число простых чисел, не превышающих {\displaystyle x}. Если {\displaystyle q} — натуральное число, а {\displaystyle a} и {\displaystyle q} — взаимно простые числа, то мы обозначим {\displaystyle \pi (x;q,a)} — число простых чисел, не превышающих {\displaystyle x} и равных {\displaystyle a} по модулю {\displaystyle q}. Теорема Дирихле о простых числах в арифметической прогрессии утверждает, что
{\displaystyle \pi (x;q,a)\approx {\frac {\pi (x)}{\varphi (q)}},}
где {\displaystyle a} и {\displaystyle q} взаимно просты, а {\displaystyle \varphi (q)} — функция Эйлера.
Определим теперь функцию погрешности
{\displaystyle \Delta (x;q)=\max _{(a,q)=1}\left|\pi (x;q,a)-{\frac {\pi (x)}{\varphi (q)}}\right|,}
где максимум берется по всем {\displaystyle a,} взаимно простым с {\displaystyle q.}
Тогда для всех {\displaystyle \theta <1} и всех {\displaystyle A>0} найдётся такая константа {\displaystyle C>0}, что выполняется
{\displaystyle \sum _{1\leqslant q\leqslant x^{\theta }}\Delta (x;q)\leqslant {\frac {Cx}{\ln ^{A}x}}}
для всех {\displaystyle x>2.}
Эта гипотеза была доказана для всех {\displaystyle \theta <1/2} Энрико Бомбиери и А. И. Виноградовым. Известно, что гипотеза не выполняется в крайней точке {\displaystyle \theta =1.}
Гипотеза Эллиота — Халберстама имеет несколько следствий. Например, результат Дэна Голдстона утверждает, что в предположении справедливости гипотезы, существует бесконечно много пар простых чисел, которые отличаются не более чем на 16. В ноябре 2013 года Джеймс Мейнард показал, что из гипотезы Эллиота — Халберстама можно получить существование бесконечного числа пар последовательных простых чисел, отличающихся не более чем на 12. В августе 2014 года группа Polymath показала, что при условии истинности обобщённой гипотезы Эллиота — Халберстама существует бесконечно много пар последовательных простых чисел, отличающихся не более чем на 6.